# Pokłon Trzech Króli (obraz Geertgena z Rijksmuseum)
Pokłon Trzech Króli – obraz olejny niderlandzkiego malarza renesansowego Geertgena tot Sint Jansa.

## Opis
Tematem dzieła jest scena biblijna z Nowego Testamentu opisana w Ewangelii św. Mateusza (Mt 2,1–12). Pomimo że ewangelia mówi o mędrcach i nie określa jednoznacznie ich liczby, to od XII wieku w sztuce pojawiają się królowie z atrybutami władzy. Najczęściej jest ich trzech, młodzieniec, człowiek dojrzały i starzec, reprezentują trzy kontynenty, Europę, Azję i Afrykę.
Jest to ostatni z trzech znanych obrazów Geertgena przedstawiający motyw pokłonu. Scena przedstawiona jest zgodnie z tradycją ikonograficzną. Trzej królowie z dostojeństwem oddają cześć małemu Jezusowi. Malarz podzielił obraz na dwie części. Pierwsza, główna, widoczna jest na pierwszym planie, druga oddzielona od wydarzeń wodą stanowi wypełniające tło. Geertgen bardzo dokładnie przedstawił szczegóły: fakturę brokatu afrykańskiego króla i refleks szklanej kuli oraz odbicie krajobrazu w wodzie. Podobnie jak i na poprzednich jego dziełach ruiny widoczne po prawej stronie symbolizują stare czasy, podczas gdy narodziny Jezusa mają zapowiadać nadejście nowego świata chrześcijańskiego.
Na drugim planie widoczna jest świta królewska i mury Jerozolimy. Ciekawym szczegółem jest widoczny na stopach św. Józefa chodak z szerokim paskiem, będącym modnym obuwiem pod koniec XV wieku. Realizm sceny, a zarazem kontemplacyjny nastrój jest charakterystyczny dla ruchu odnowy religijnej popularnego w Holandii zwanego devotio moderna.